# Timoteo (general)

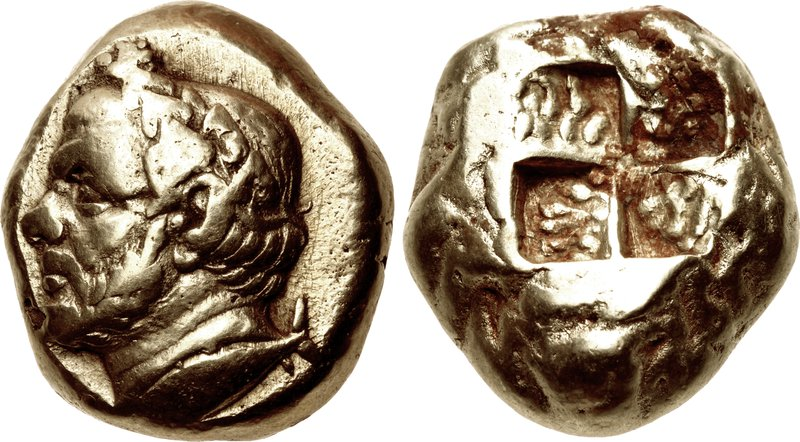
Retrato de Timoteo en una moneda de oro antigua, datada del siglo cuarto antes de cristo.

Timoteo (Timotheus, Τιμόθεος; f. 354 a. C.), hijo de Conón, fue un militar ateniense nacido en la demo ática de Anaflisto.

## Biografía
Miembro de la familia sacerdotal de los Eumólpidas. Ateneo de Naucratis dice que su madre era una hetera tracia, pero esto no se considera seguro; de su padre heredó una gran fortuna. Tras una entrevista con Isócrates, su mente se dirigió a altos objetivos. En 378 a. C. fue hecho general, junto con Cabrias y Calístrato de Afidna . Fue enviado con 60 trirremes a rodear el Peloponeso a petición de los tebanos, para prevenir una invasión espartana de Beocia; asoló Laconia y llegó a Corcira, que hizo entrar en la alianza ateniense; por sus medidas moderadas y su carácter dialogante consiguió también la entrada de Cefalonia y de Acarnania mediante negociaciones, e igualmente la del rey Alcetas I de Epiro. Esparta envió contra él una flota dirigida por el navarco Nicóloco, y este fue derrotado por Timoteo en Alicea, en la costa acarnea. Recibió refuerzos desde Corcira y pudo conservar el control del mar a pesar de la falta de fondos que padecía (solo se le habían entregado 30 talentos al salir).
Al año siguiente, 377 a. C., se hizo la paz entre Atenas y Esparta y Timoteo volvió a su patria. Timoteo intervino en Zacinto desde el invierno de 375-374 a. C., donde ayudó a devolver el poder a los exiliados demócratas que le habían pedido ayuda; el partido oligárquico de la isla se quejó a Esparta, y la falta de respuesta de la queja presentada a Atenas provocó la excusa para reanudar las hostilidades. Los zacintios pidieron ayuda a los lacedemonios, quienes prepararon una expedición, reuniendo 60 naves de Lacedemonia, Corinto, Léucade, Ambracia, Élide, Zacinto, Acaya, Epidauro, Trecén, Hermíone y Halión. Nombraron navarco a Mnasipo y le ordenaron luchar contra Corcira y arreglar los demás asuntos del mar de aquella zona. También dispuso de al menos de 1500 mercenarios.
En 373 a. C. fue nombrado comandante de 60 barcos destinados a actuar contra Mnasipo en Corcira, pero no pudo pasar al mar Adriático y permaneció en el Mar Egeo recogiendo dinero y hombres. En esta expedición entabló amistad con el rey Amintas III de Macedonia; el peligro de la pérdida de Corcira era inminente y Timoteo fue acusado por Ifícrates y Calístrato y dejó el mando para volver a Atenas y ser juzgado de esas acusaciones en 373 a. C. Fue absuelto gracias a la intercesión de Jasón de Feras y Alcetas I de Epiro, quienes marcharon a Atenas para ayudarle. Como acusador se enfrentó a Apolodoro, hijo del banquero Pasión, cuyo discurso fue escrito por Demóstenes. En este tiempo pasó por problemas económicos y tuvo que pedir un préstamo al mismísimo banquero Pasión. 
En el intermedio entre estos años Esparta envió 25 naves a Zacinto y 22 a Corcira, según Diodoro Sículo. Este episodio es silenciado por Jenofonte para eludir la responsabilidad de los espartanos en la ruptura de la paz.
En 372 a. C. entró al servicio de Artajerjes II de Persia, quien lo envió a luchar contra Nectanebo II de Egipto; sobre sus operaciones militares no queda constancia.
En 367 a. C. volvió al servicio de Atenas y fue enviado en ayuda de  Ariobarzanes de Dascilio, sátrapa de la Frigia helespóntica, pero cuando arribó supo que estaba revuelto contra Artajerjes y rehusó ayudarlo. A cambio, atacó Samos, ocupada por una guarnición persa dirigida por Ciprotemis y realizó otros servicios con éxito, así que los atenienses lo nombraron comandante en Macedonia (364 a. C.) con el cargo de recuperar Anfípolis; como no pudo atacarla, atacó Olinto, ciudad que ganó junto a muchas otras de la península Calcídica. Entonces volvió a Anfípolis, pero fue rechazado y se dirigió al Quersoneso tracio dominado por Cotis. La expedición fue un desastre y hubo que quemar los barcos en el río Estrimón para no dejarlos abandonados en manos del enemigo; la retirada se hizo por tierra. En la guerra contra Cotis, hacia el 363 aC, reabrió el puerto de Bizancio y consiguió un botín por valor de 1200 talentos.
Hacia el 360 a. C. Timoteo había incrementado su influjo político y se había reconciliado con Ifícrates, hasta el punto de que un hijo suyo, Menesteo, se casó con su hija. Por estos años Apolodoro, hijo de Pasión, volvió a acusarle de sustraer dinero en sus campañas y otra vez el discurso de Apolodoro fue escrito por Demóstenes. 
En 358 a. C., cuando los tebanos enviaron una fuerza armada a Eubea, Timoteo consiguió reunir un ejército para hacer frente al ataque y defender los intereses atenienses en la isla. 
En 357 a. C. estalló la Guerra Social y en la campaña siguiente (356 a. C.), Timoteo, Ifícrates y Menesteo dirigieron la flota junto a Cares; según Diodoro Sículo, Cares quería luchar directamente con el enemigo, pero los otros tres generales se opusieron y Cares los acusó de traición; Cornelio Nepote dice que Cares se arriesgó a la batalla imprudentemente y, al ser derrotado, para salvarse echó la culpa a los otros generales, que no lo habrían apoyado; Ifícrates y Menesteo fueron encausados a instancia de Aristofón, pero fueron absueltos; sin embargo, Timoteo, fue depuesto del cargo de estratego, encausado y condenado a pagar una multa de cien talentos; se le acusaba de haber recibido sobornos de Quíos y Rodas y al parecer confesó que era cierto.
Como no pudo pagar la multa, tuvo que exiliarse a Calcis, ciudad de Eubea, donde murió poco después. Los atenienses pagaron nueve décimas partes de la multa y dejaron a su hijo Conón que pagase el resto reparando las murallas, ya que, como heredero de Timoteo, heredó la deuda.